# مقاطعة جايل
 جايل (مقاطعة كالينين حتى مايو 1993) هي رايون (مقاطعة) من تشوي منطقة في شمال قرغيزستان. مساحتها 3,453 كيلومتر مربع (1,333 ميل2)، قدر عدد سكانها بحوالي (92.645) نسمة عام 2009. عاصمتها كارا بالتا. كما يتبع لها منطقة من الجزء الجنوبي الغربي لمنطقة تشوي (وادي سوسمير، ليس على الخريطة على اليمين)، والتي فصلت عن بقية مقاطعة جايل من قبل مقاطعة بانفيلوف. مقاطعة بانفيلوف.

## التركيبة السكانية
تشتمل مقاطعة جايل على بلدة واحدة و 36 مستوطنة في 12 مجتمعا ريفيا (أييل أكموتوس). ويمكن أن يتألف كل مجتمع ريفي من قرية واحدة أو عدة قرى. والمجتمعات الريفية والمستوطنات في مقاطعة جايل هي:
- بلدة كارا بالتا
- أك-باشات أييل أوكموتو (4: مركز - قرية: أك-باشات؛ وكذلك القرى: أيداربيك، آرال، ونوفونيكولاييفكا)
- جايل أييل أوكموتو (2: مركز - قرية: جايل؛ وكذلك القرية: أليكسييفكا)
- كارا-سو أييل أوكموتو (2: الوسط - القرية: كارا-سو؛ وكذلك القرية: ستافروبولوفكا)
- كراسنوفوستوشني أييل أوكموتو (3: مركز - قرية: كالينينسكوي؛ وكذلك كالديك وكارا دوبو)
- كيزيل-دييكان أييل أوكموتو (2: مركز - قرية: كيزيل- دييكان؛ وكذلك القرية: بتروبافلوفكا)
- بولتافكا أيل أوكموتو (3: مركز - قرية: بولتافكا؛ وكذلك القرى: أورتو-سو ومالتابار)
- ساري بولاك أييل أوكموتو (2: مركز - قرية: ساري-بولاك; وأيضا قرية: مونغولدور)
- ساريكوو أييل أوكموتو ((6: مركز - قرية: أييري-سو؛ وكذلك القرى: إريكتو، ألتين، فيدوروفكا، جيكين، وجون-أريك)
- سوسنوفكا أييل أوكموتو (1: مركز - قرية: سوسنوفكا)
- ستيبنوي أييل أوكموتو (1: مركز - قرية: ستيبنوي)
- سوسامير أييل أوكموتو (7: مركز - قرية: سوسامير؛ وكذلك القرى: كوجومكول، تونوك، بيرينتشي ماي، كيزيل - أوي، كاراكول وقيصر)
- تالدي-بولاك أييل أوكموتو (3: مركز - قرية: بوكسو-جول؛ وكذلك القرى: كايرما وبيكيتاي)